# Tephraciura oborinia
Tephraciura oborinia är en tvåvingeart som först beskrevs av Walker 1849.  Tephraciura oborinia ingår i släktet Tephraciura och familjen borrflugor. Inga underarter finns listade i Catalogue of Life.